# Vinzenz von Prag
Vinzenz von Prag († nach 1170) war ein Domherr bei St. Veit in Prag, Kaplan des Prager Bischofs Daniel I. und Chronist.

## Leben und Werk
Über Vinzenz von Prag ist wenig bekannt. Nach eigenen Angaben war er Domherr in Prag und Notar. In Begleitung seines Bischofs nahm er am Ersten und Zweiten Italienfeldzug des Kaisers Friedrich Barbarossa teil. Vermutlich diente er dem Kaiser auch bei der Ausgestaltung von Urkunden. Nachdem Bischof Daniel I. 1167 bei Ancona starb, ging Vinzenz wahrscheinlich wieder nach Böhmen zurück, wo er 1169/70 als Zeuge auf einer Urkunde belegt ist.
Seine Annalen beginnen 1140 mit dem Tod des böhmischen Herzogs Soběslav I. und enden mitten im Satz 1167 mit der Belagerung von Ancona. Sie sind dem Nachfolger von Sobeslav I., dem Herzog Vladislav II., und dessen Ehefrau Judith von Thüringen gewidmet und sollten diese auch verherrlichen. Eine ausführlichere Chronik ihrer Herrschaft war von Vinzenz geplant. 
Die Annalen behandeln zunächst die Geschichte Böhmens für den Zeitraum Vladislavs II. und dessen Berater, den Olmützer Bischof Heinrich Zdik, die Kirchengeschichte Böhmens, für die Zeit nach der Kaiserkrönung Friedrich Barbarossas auch zunehmend die Reichsgeschichte, darunter die Italienfeldzüge des Kaisers. Sie wurden nach der Rückkehr von Vinzenz aus Italien (vermutlich 1167) verfasst und vor dem Rücktritt von Vladislav II. (1172). Entstanden sind sie im Prager Domkapitel oder im Kloster Strahov. An einigen Stellen sind die Annalen ungenau. Dies liegt wahrscheinlich daran, dass sie zu nicht geringem Teil auf persönlichen Erinnerungen basieren. Eine Handschrift befindet sich in der Bibliothek des Klosters Strahov. Die Annalen dienten später unter anderem Přibík Pulkava im 14. Jahrhundert und dem Kompilator der Chronica Boemorum von Cosmas von Prag im 13. Jahrhundert als Vorlage der jeweiligen Fortsetzung.

## Schriften
- Vinzenz von Prag: Annales a. 1140–1167. Herausgegeben von Wilhelm Wattenbach, in: Monumenta Germaniae Historica, Scriptores, Bd. 17. Hof-Verlagsbuchhandlung Hahn, Hannover 1861, S. 658–683 (Digitalisat).
- Die Jahrbücher von Vincenz und Gerlach (= Die Geschichtsschreiber der deutschen Vorzeit, Bd. 16). Übersetzt von Georg Grandaur. Dyk, Leipzig 1889 (Digitalisat der Bayerischen Staatsbibliothek).